# أنثم أوف ذا سيز
أنثم أوف ذا سيز (بالإنجليزية: Anthem of the Seas)‏ هي سفينة سياحية تعود ملكيتها إلى شركة رويال كاريبيان إنترناشيونال تم بناءها بواسطة شركة ماير ويرفت في بابنبورغ. وهي ثاني سفن الشركة من فئة كوانتوم.

## تاريخ
أعلنت مجموعة رويال كاريبيان في 11 فبراير 2011 أنها طلبت من ماير ويرفت بناء سفن جديدة في حوض بابنبورغ لبناء السفن في ألمانيا، على أن يكون تسليم أول سفينة منها بحلول خريف 2014. وفي ذلك الوقت كان المشروع يحمل الاسم الرمزي مشروع صن شاين. في فبراير 2012 أعلنت الشركة أنها طلبت ثاني سفينة من طراز «صن شاين» وسيتم تسليمها بحلول ربيع عام 2015،  بعد أقل من عام بقليل في 31 يناير 2013 أطلقت رويال كاريبيان فئة كوانتوم وهو الاسم الرسمي لفئة هذه السفن الجديدة، بالإضافة إلى اعلان أسماء أول سفينتين بها وهما كوانتوم أوف ذا سيز و أنثم أوف ذا سيز.
قامت ماير ويرفت بتسليم السفينة إلى رويال كاريبيان في 10 أبريل 2015. ووصلت إلى ميناء ساوثهامبتون بإنجلترا في 15 أبريل 2015، للتحضير لموسم الصيف الأوروبي الأول لها. وفي ساوثهامبتون في 20 أبريل 2015 أقيم حفل لتعميد السفينة بواسطة إيما ويلبي. وأقيم حفل التعميد في المسرح الملكي للسفينة أمام 1300 ضيف.
تحتوي السفينة على 16 طابقًا متاحا لوصول الركاب بإجمالي 2090 كابينة للركاب. تشمل مرافقها منطقة محاكاة ركوب الأمواج وجدار تسلق الصخور ومحاكاة القفز بالمظلات وحمامات سباحة ومقصورة التشمس الاصطناعي ومنتجع صحي ومركز للياقة البدنية ومسرح وكازينو.